# Zbigniew Kaute
Zbigniew Kaute – polski gitarzysta jazzowy i popowy; aranżer.

## Życiorys
Pochodzi z Bydgoszczy. Tam też ukończył Państwowe Liceum Muzyczne w klasie gitary klasycznej. Pierwsza gitara elektryczna w jego karierze to Jolana, będąca kopią angielskiego Kenta. W krótkim czasie, stopniowo odchodził od klasyki, zasłuchany w grupy rockowe i jazzowe. Jego pierwszymi idolami byli tacy wykonawcy jak: Jimi Hendrix, Eric Clapton, Led Zeppelin (zwłaszcza Jimmy Page), a nieco później Marek Bliziński. Debiutował na przełomie lat 70. i 80., jako gitarzysta formacji jazzowych Completorium (1979–1981) i Electric Breakwater (1981–1982), który sporo koncertował z Jerzym Połomskim (była to dodatkowa, zarobkowa działalność grupy). Pod koniec lat siedemdziesiątych współpracował także z zespołem radiowym pod dyr. Bogdana Ciesielskiego. Jako pracownik Estrady, jeździł w trasy koncertowe po kraju, towarzysząc m.in. takim wykonawcom, jak: Violetta Villas, czy Janusz Laskowski. Wyjeżdżał również za granicę, gdzie występował m.in. wchodząc w skład łódzko-bydgoskiego zespołu Hazard. Te doświadczenia sprawiły, że założył własny zespół coverowy pod nazwą Akt z którym występował w wielu krajach, m.in. w Europie Zachodniej (Skandynawia). W 1998 roku muzycy przyjechali do Polski, gdzie zajął się nimi menedżer Wojciech Wałcerz, dzięki któremu zespół wystąpił na wielu imprezach, m.in. wziął udział w gali, odbywającej się po festiwalu sopockim w Grand Hotelu w Sopocie. Tamże zauważył ich ówczesny dyrektor programowo-artystyczny programu telewizyjnego pt. Jaka to melodia? Wojciech Trzciński i zaproponował grupie Akt współpracę, która trwała od marca 1998 do listopada 2004 roku. 

Świetny gitarzysta, to każdy wie... Niewielu już jednak wie, jak ogromną ma wiedzę muzyczną i że to znakomity aranżer, przede wszystkim „bankier piosenek” w teleturnieju... To on je wybiera, rozpisuje na nuty... Pracowity artysta, gitarzysta zdolny zagrać dosłownie wszystko. Na dodatek tak długo „robi” w show-biznesie, że sporo wie... Można się od niego sporo nauczyć.

Po wygaśnięciu kontraktu zaproponowano gitarzyście dalszą współpracę w programie, gdzie tym razem grał w zespole pod kier. Zygmunta Kukli (w okresie listopad 2004–wrzesień 2005 roku). Kolejnym kierownikiem muzycznym został Dariusz Janus, dzięki któremu bydgoski muzyk znalazł się w kolejnym składzie muzyków występujących w programie Jaka to melodia? w okresie od września 2005 do czerwca 2018 roku. Ponadto przez ponad 15 lat współpracował z Robertem Janowskim. Grał też w zespole Yaka Band, złożonym z muzyków występujących w programie Jaka to melodia?.
Posiada kilka gitar, lecz używa głównie trzech – m.in. marki Gibson Custom z 1969 roku i Paul Reed Smith.